# Església de San Bartolomé
L'església de San Bartolomé és l'església més antiga de la ciutat de Logronyo. Remunta al segle xii, per la qual cosa conserva en part estil romànic, en la capçalera i en la part baixa de la torre, i transcorre durant el segle xiii, amb l'estil gòtic en desenvolupament, quan es va construir la magnífica portada ogival, que conté algunes escultures romàniques que narren la vida del sant i altres passatges de la Bíblia.
L'església de San Bartolomé és a la fita número 9 del Camí de Sant Jaume francès, a 612 km de Santiago de Compostel·la.
Va ser declarat Monument Nacional el 1866.

## Portalada
La portalada gòtica, del segle xiv encara que amb certes reminiscències romàniques, juntament amb la torre, és un dels elements més destacables d'aquest temple.

### Escenes del pòrtic
Les escenes de la portada consten de dinou vinyetes. Les del costat esquerre representen el martiri de sant Bartomeu, i les del dret, la troballa de les seves restes.
De forma més detallada, si comencem per l'extrem dret, veiem en la primera escena sant Bartomeu salvant la filla llunàtica del rei Polemó I. Consta de tres quadres: un home, una dona i el sant.
El quart està buit però podria haver estat Polemó.
En la segona escena veiem, al cinquè quadre, el sant, i al sisè, un grup de donzelles. Està evangelitzant en la Cort.
En la tercera escena està expulsant el dimoni d'entre els ídols pagans, i fent que la resta es converteixi, i així enfada alguns sacerdots. Consta dels següents quadres: els sacerdots al setè, l'ídol Berith sobre una columna i sota orant al huitè, i el nové, que mostra el sant amb un cofre a la mà expulsant el dimoni.
Als dos quadres següents, el desè i l'onzè, el sant és conduït per un soldat davant el rei Astiages.
En l'extrem esquerre podria haver-hi hagut alguna escena més; pot ser que fos destruïda quan es va construir el palau dels Marqueses de Monesterio.
Al quadre 13è, així com al 14è, al 15è i al 16è, Bartomeu derrota l'ídol Baldach, que Astiages adora, cosa que fa que el rei el mani assotar pel seu empipament. Finalment, el mana escorxar viu per semblar-li insuficient càstig.
Al 17è es veu subjecte dels quatre membres sent espellat sobre una taula que subjecten tres figures femenines: la luxúria, la vanitat i la mandra.
El 18è i el 19è mostren Bartomeu predicant amb la seva pròpia pell a l'espatlla.

### El timpà

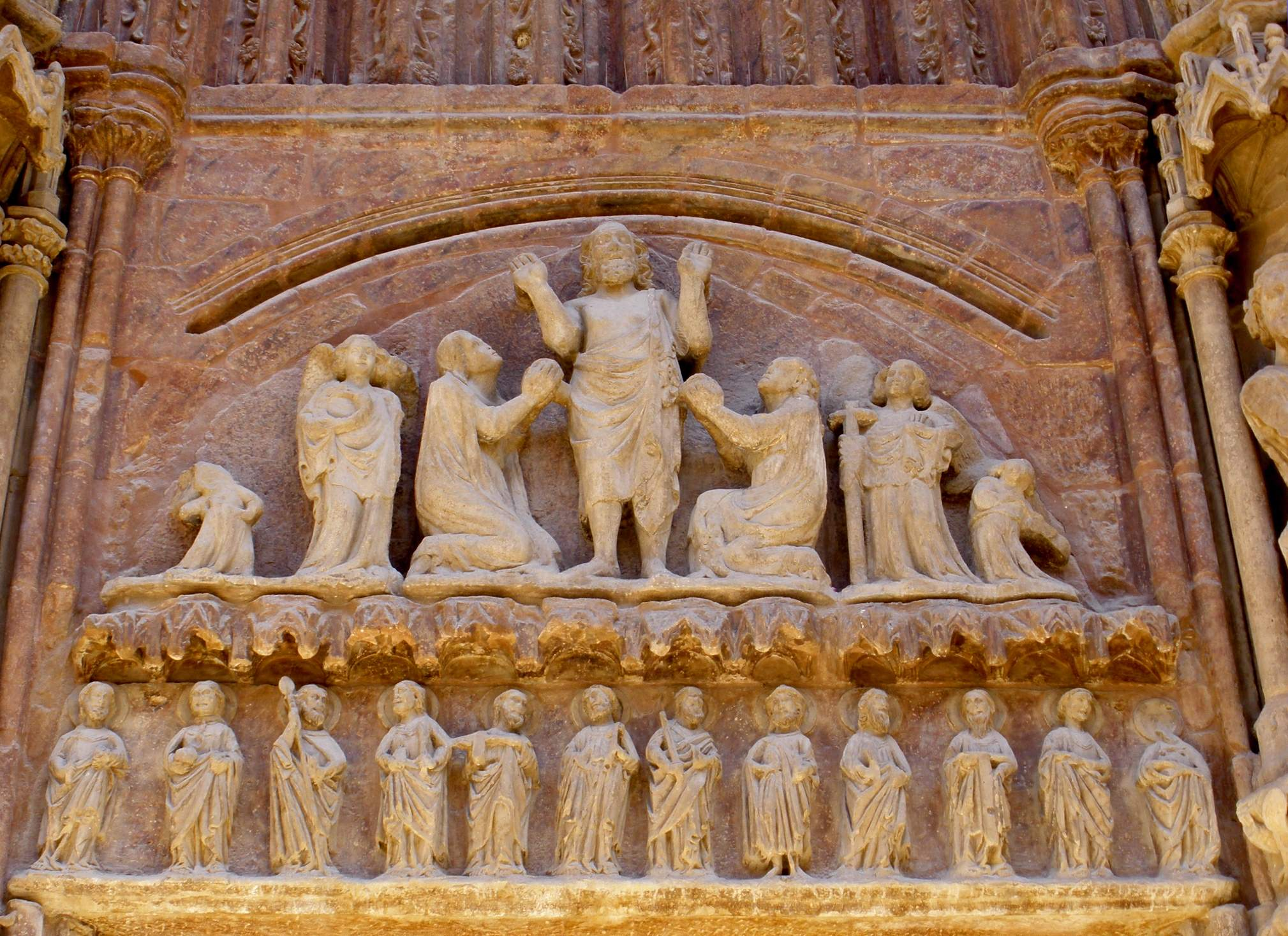
Timpà de la portada.

El timpà de la portada, que mostra Crist Redemptor entre la Verge i sant Joan, queda desplaçat cap avall, ja que al segle xvi el picapedrer Pedro de Acha va reformar el cor i va fer una petita finestra perquè hi entrés més llum. D'aquesta reforma és fruit també l'arc renaixentista que sustenta aquest cor.

## Estructura

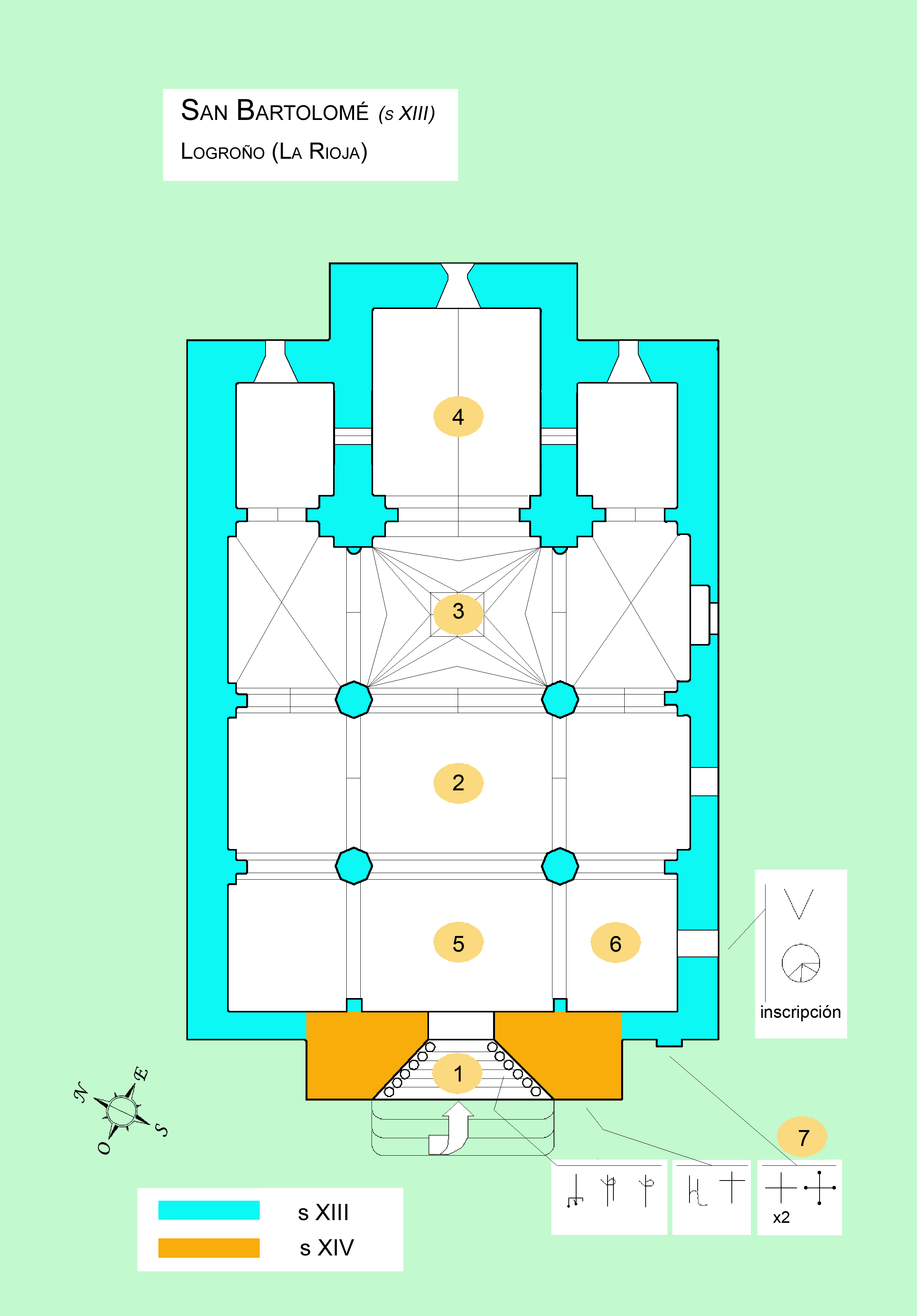
Aprox. a la planta de l'església.
Llegenda
1. Portada Oest; entrada al temple.
2. Nau.
3. Torre.
4. Altar major i absis.
5. Cor elevat.
6. Capella dels Márquez.
7. Marques de picapedrer.

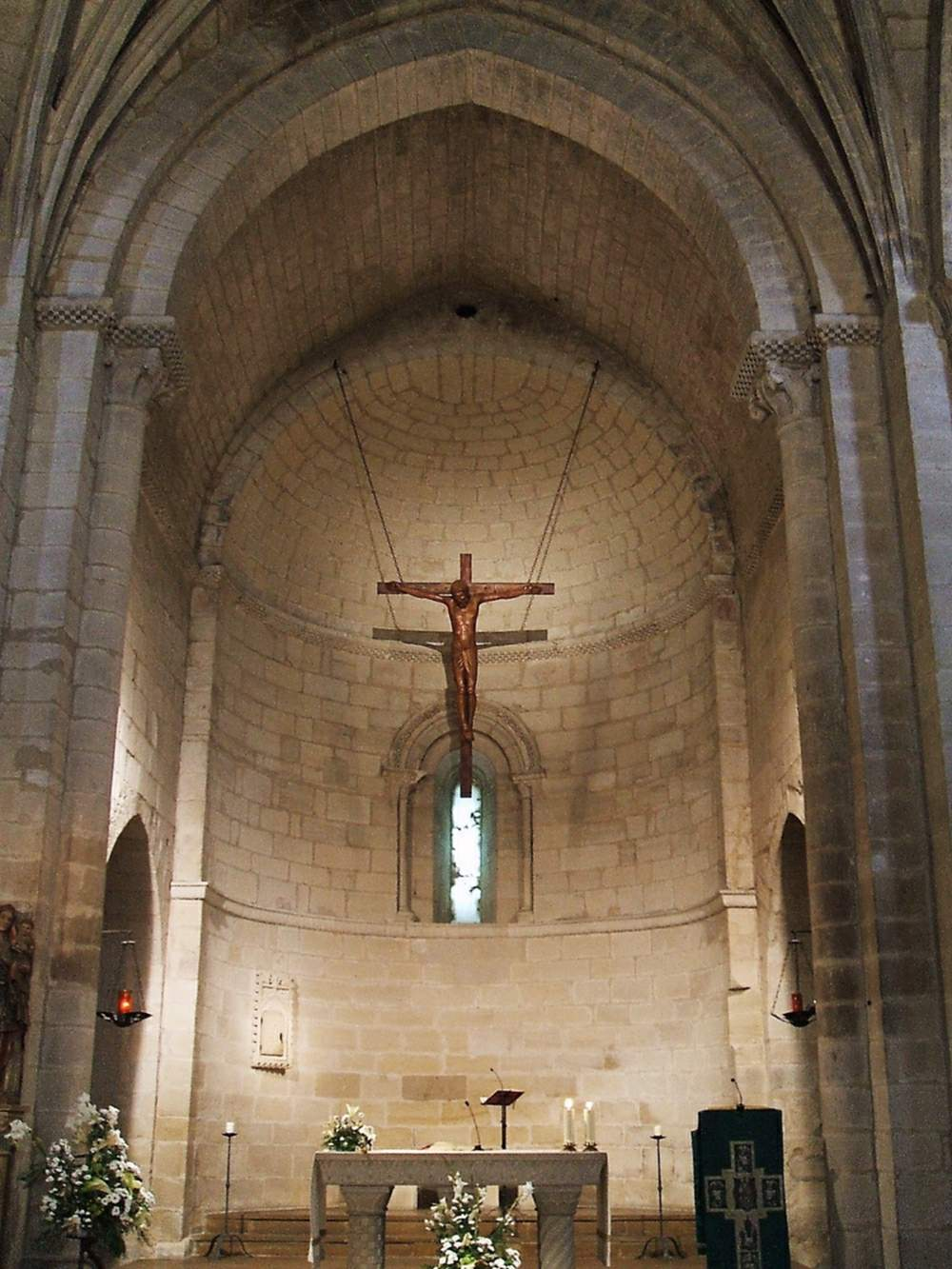
Absis romànic.

La planta basilical consta de tres naus separades per pilars vuitavats, cobertes per una volta de creueria, ressaltant el creuer i l'absis romànic, ja que no hi ha retaule, encara que va haver-hi en el seu moment retaule major, d'estil setcentista, pintat en blanc i or amb gran semblança al dels Sants Màrtirs de Calahorra.
La capella funerària del costat sud acull dos sarcòfags de pedra d'estil gòtic de dos cavallers, de la família Márquez, segons la inscripció de 1341, o de la casa de Beláiz. Aquesta sembla haver estat afegida més tard. Els fèretres, molt similars, recolzen damunt lleons i les tapes representen sengles cavallers jacents.

### El campanar

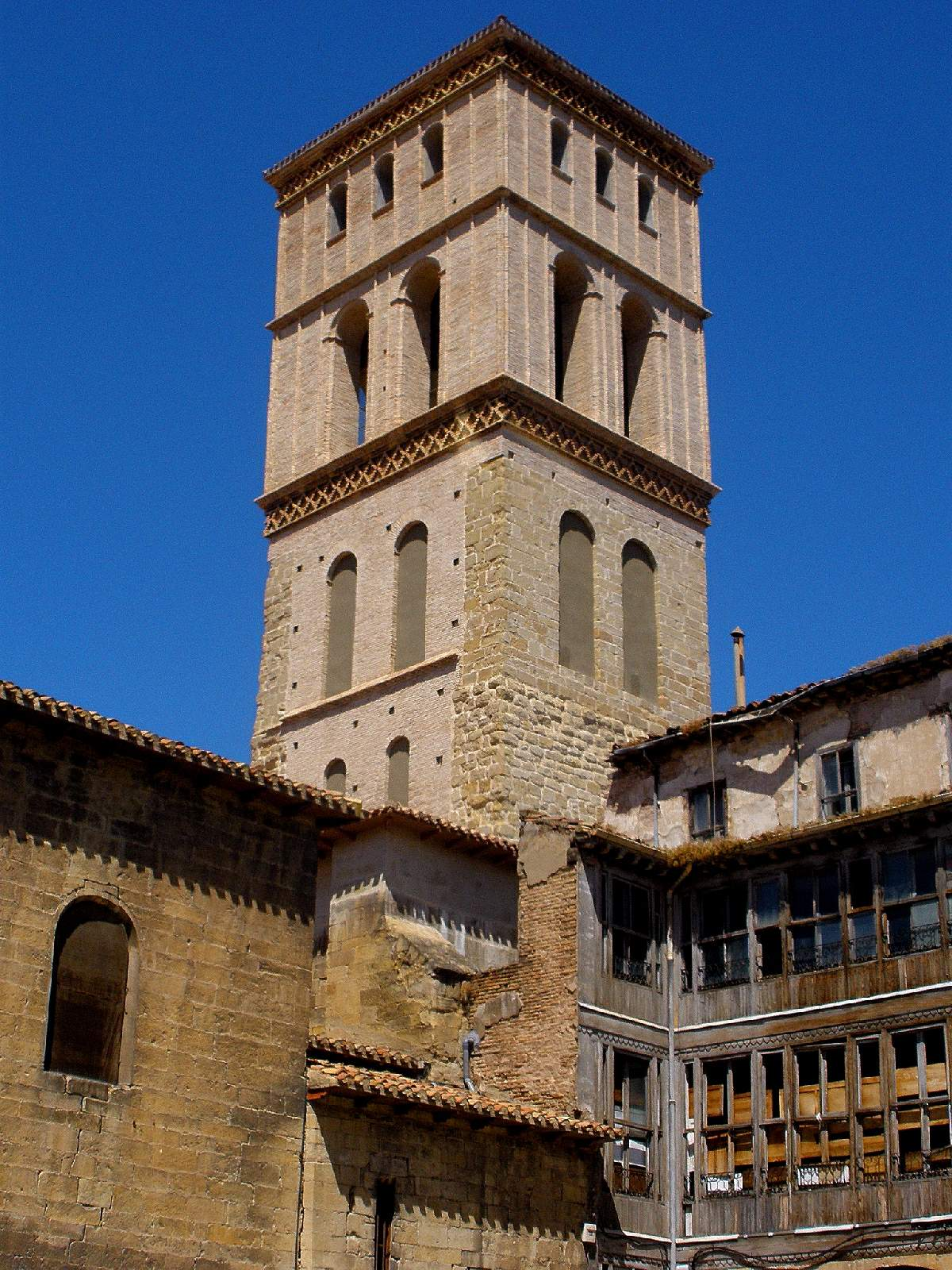
Torre mudèjar.

Durant els quinze dies que Logronyo va resistir el setge de l'exèrcit francès el 1521, l'artilleria francesa va atacar el campanar, que va sofrir desperfectes perquè era prop de les muralles defensives de la ciutat, i custodiava la porta de Herbentia, prop de l'antic ajuntament. Anys després se'l reconstrueix en maó, d'estil mudèjar amb influències aragoneses.
Durant la primera guerra civil carlina a la torre hi havia el telègraf òptic.

### Marques de picapedrer
S'han identificat un total de nou marques de picapedrer de set tipus diferents a l'exterior del temple, una representa un rellotge de sol canonge situat en un carreu reutilitzat.
| Zona        | Tram | Marques | Tipus | Inscripció |
| ----------- | ---- | ------- | ----- | ---------- |
| Façana sud  | 3    | 1       | 1     | 2          |
| Façana oest | Sur  | 5       | 4     |            |
| Pòrtic oest |      | 3       | 2     |            |

## Altres usos i voltants

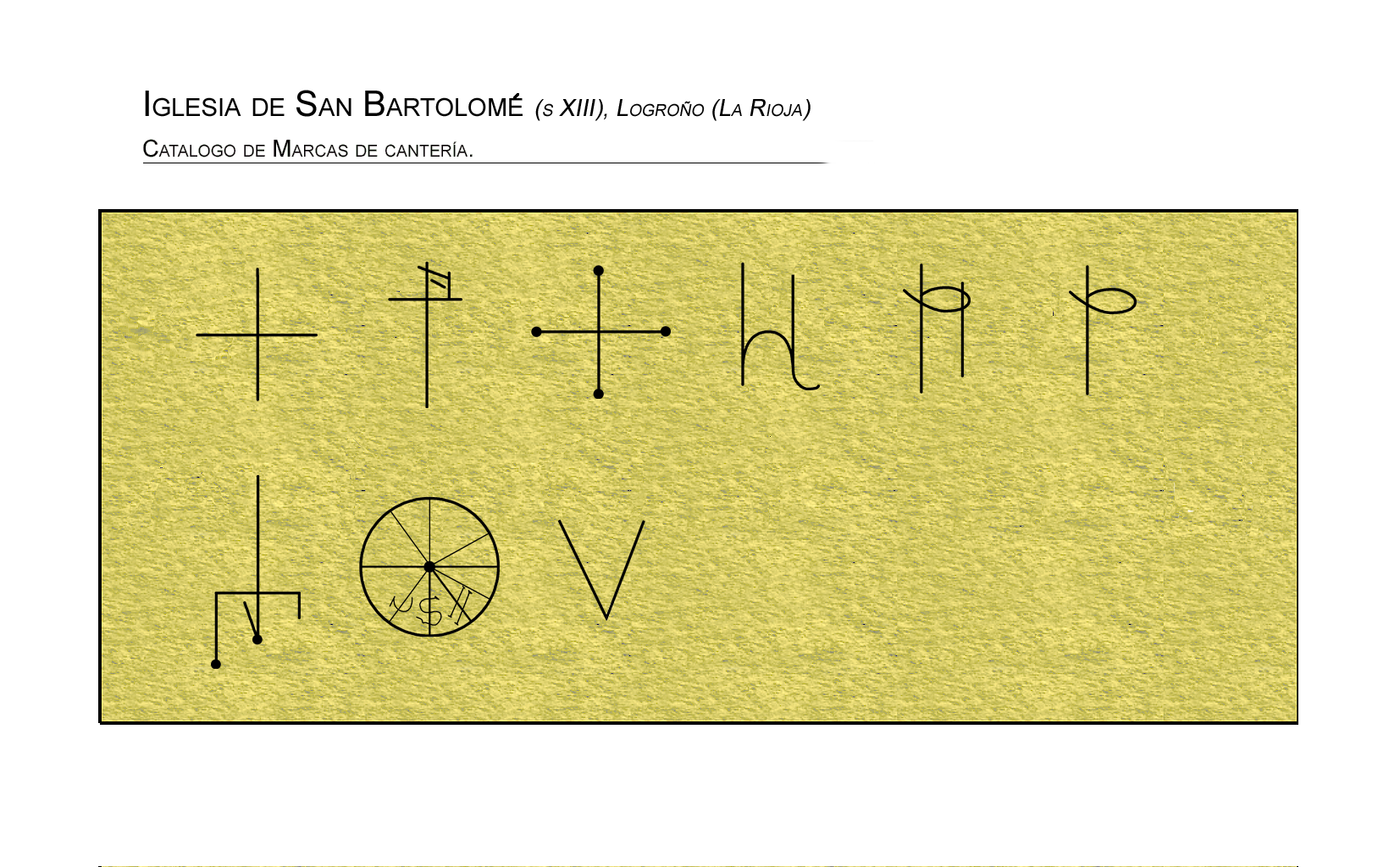
Catàleg de marques de picapedrer en l'església de San Bartolomé.

Durant les desamortitzacions espanyoles, en el segle xix, va servir com a magatzem per a fusta i com a carbonera. També en desapareixen totes les obres d'art que pogués haver-hi a excepció dels fèretres tallats en pedra d'estil gòtic. Va tenir altres usos com a hospital militar, parc, obrador, quadra... i a mitjan segle xix es va pensar a derrocar-la per construir amb les pedres de l'enderroc un teatre al lloc on hi havia el palau episcopal. Actualment en aquest lloc hi ha el mercat de proveïments.
Al costat de l'església i fins i tot adossats a ella es van fer edificacions, algunes de les quals han estat restaurades o derrocades, per la qual cosa ara es pot veure la part de l'absis des de l'exterior. Entre els edificis que l'envolten hi ha el palau des Marquesos de Monesterio y Lapilla, que data de 1751. Al llarg dels anys va albergar institucions com el Cercle Catòlic d'Obrers, escoles i el cinema del Pare Marín i després d'anys sense cap ús, va ser reformat i reutilitzat com a edifici oficial.